# Olivier Collarini
Olivier Edouard Louis Collarini (* 27. November 1863 in Paris, Französisches Kaiserreich; † 20. Jahrhundert) war ein italienischer Fechter. Er nahm an den Olympischen Sommerspielen 1900 in Paris im Florett- und Degenfechten teil.